# Zespół Szkół Budowlanych w Braniewie
Zespół Szkół Budowlanych w Braniewie – placówka oświatowa utworzona w 1970 roku, położona u zbiegu ulic Królewieckiej i Wiejskiej.

## Historia szkoły
Szkoła została otwarta 17 kwietnia 1970 roku. Pierwotnie funkcjonowała pod nazwą Szkoła Rzemiosł Budowlanych. Była to typowa „zawodówka” i działała jako szkoła przyzakładowa braniewskiego PBRol-u. W roku szkolnym 1970/1971 rozpoczęło w niej naukę 146 uczniów, kształcąc się w specjalnościach: murarz, monter konstrukcji żelbetowych, konstrukcji wewnętrznych, elektryk. Szkoła powstała dzięki braniewskiej firmie budowlanej PBRol (następnie „Budirol”), aby kształcić swoje kadry pracownicze. Inicjatorem powstania i również budowniczym szkoły był Wacław Gursztyn, sprawujący przez 20 lat funkcję dyrektora PBRol-u.
Pierwotnie szkoła kształciła na poziomie zawodowym, stopniowo poszerzała swoją działalność o kształcenie OHP, kształcenie na poziomie szkoły średniej, kształcenie zaoczne i policelne. Z czasem kształcenie na poziomie szkoły średniej zaczęło przeważać, w końcu wyparło całkowicie kształcenie na poziomie zawodowym. Szkoła, mimo wprowadzenia klas licealnych, zachowała charakter szkoły technicznej. W czasach największego natężenia szkoła kształciła 600 uczniów w systemie dziennym oraz drugie tyle w systemie zaocznym i wieczorowym.
23 marca 1985 szkoła otrzymała sztandar oraz nadano jej imię działacza młodzieżowego ruchu komunistycznego – Janka Krasickiego, zresztą patrona bardzo wielu szkół w tamtym czasie. Od 1986 absolwenci szkoły zawodowej mogli kontynuować kształcenie i uzyskać tytuł technika oraz maturę. Po sprywatyzowaniu na początku lat 90. „Budirolu” (następcy PBRol-u) szkoła przeszła od 1 kwietnia 1991 w struktury oświaty państwowej i – oprócz nazwy – coraz mniej przypominała szkołę budowlaną. Zmniejszono nabór do szkół zawodowych, w zamian od roku szkolnego 1991/1992 otwarto 5-letnie technikum budowlane, 5-letnie technikum ochrony środowiska oraz policealne studium zawodowe. Już w 1993 większość uczniów kształciła się w różnych oddziałach profilowych na poziomie szkoły średniej. W tym samym roku rozpoczęto nauczanie na poziomie policealnym (kierunki ekonomiczno-administracyjne). W 1995 w szkole rozpoczęła naukę pierwsza klasa liceum ogólnokształcącego. W 1997/1998 kończy działalność szkoła zawodowa kształcąca murarzy, monterów i elektromonterów, a powstaje liceum ekonomiczne dla dorosłych. W tym samym roku, 1997, w liceum ogólnokształcącym ZSB utworzony został nowy profil – informatyczny.
16 grudnia 2008 miała w szkole miejsce uroczystość odsłonięcia tablicy poświęconej jej założycielowi i budowniczemu – Wacławowi Gursztynowi. Uroczystość połączona była z oddaniem do użytku wyremontowanej sali gimnastycznej.
Od 1 września 2014 szkoła została objęta patronatem 9 Brygady Kawalerii w Braniewie. W tym dniu dwa oddziały tej szkoły: liceum ogólnokształcące oraz technikum otrzymały w nazwie imię 9 Braniewskiej Brygady Kawalerii Pancernej. Odsłonięto dwie nowo wykonane tablice oddziałów szkolnych. Skutkowało to między innymi powstaniem w ZSB klasy o profilu wojskowym.

## Historia i architektura obiektów szkoły

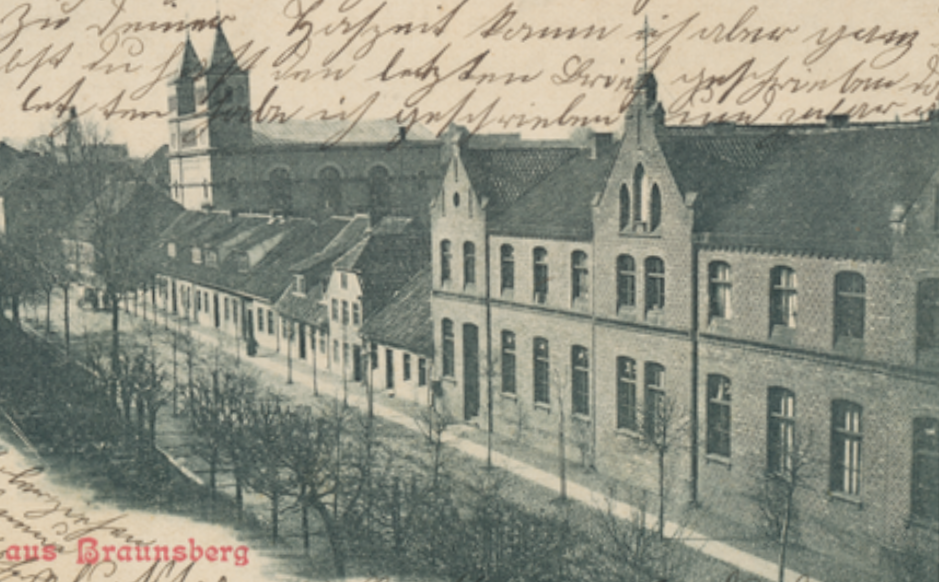
Katolicki dom spotkań przy ul. Królewieckiej 25 (przed 1945)

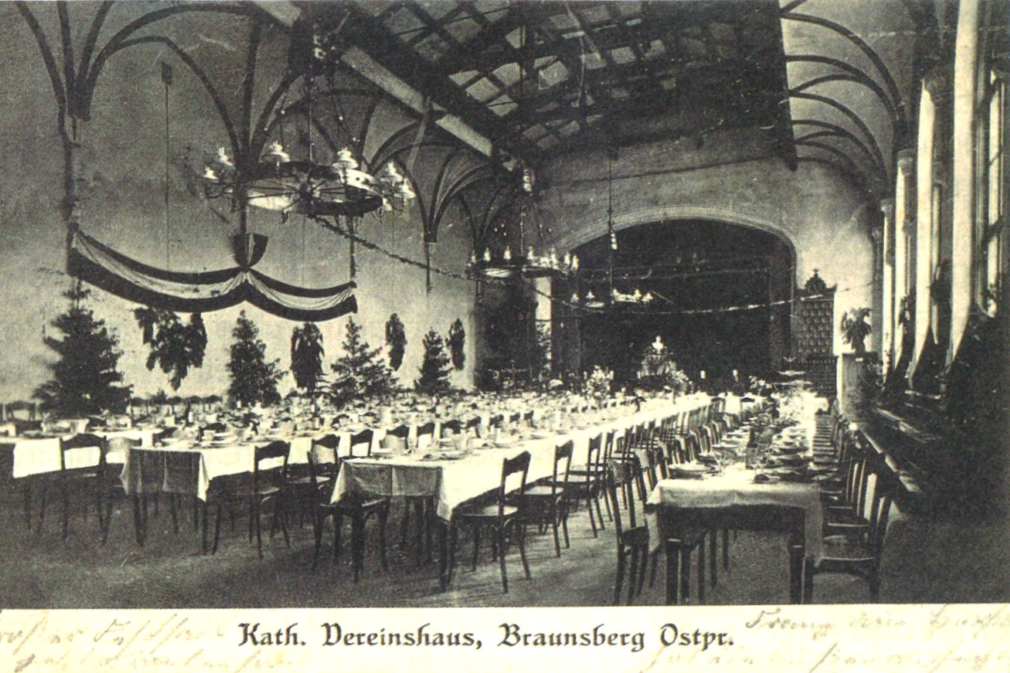
Sala stowarzyszenia ze sceną teatru nie ustępowała sali ZSB

W miejscu tego kompleksu szkolnego przed wojną znajdował się między innymi Katholisches Vereinshaus (dom stowarzyszenia katolickiego). Budynek ten wzniesiono na początku XX w. z czerwonej cegły, powstał po pożarze w dniu 22 listopada 1903 wcześniejszego domu stowarzyszenia, znajdującego się w tym samym miejscu. Zwrócony był frontem do ul. Królewieckiej, to jest tak jak współczesny internat szkolny, lecz ciąg pierzejowy zabudowy przylegał do ulicy. Obiekt ten posiadał reprezentacyjną salę ze sceną (na zdjęciu), pełniącą od początku XX w. również funkcję teatru miejskiego. Na scenie wystawiano przedstawienia zarówno przygotowane przez uczniów braniewskich szkół, różne stowarzyszenia, jak i przez przyjezdne trupy artystyczne. Ze względu na rozmiar sali było to główne miejsce imprez kulturalnych w mieście do 1933 roku. W czasie wojny funkcjonowało tu również kino.
Obiekt Katholisches Vereinshaus przetrwał do 1945 roku, do przetoczenia się przez miasto frontu Armii Czerwonej. Po wojnie pozostały z budowli tylko fragmenty murów i sama scena, stanowiąc coraz bardziej z roku na rok zarastającą krzakami ruinę. W 1970 braniewski zakład Przedsiębiorstwo Budownictwa Rolniczego (PBRol) wybudował w tym miejscu obiekt szkoły, następnie internat ze stołówką oraz salę gimnastyczną. Koszt tej inwestycji wyniósł 14 mln zł, inwestorem było Zjednoczenie Budownictwa Rolniczego. W 1997 wybudowany został pomiędzy szkołą i salą gimnastyczną łącznik, a także oddano do użytku dwie nowe klasy lekcyjne. Następnie na potrzeby szkolne przerobione zostały jeszcze klasy na parterze internatu i wybudowano drugi łącznik – pomiędzy budynkiem szkoły a internatem. W roku 2010 przeprowadzono kolejne prace modernizacyjne w szkole, m.in. wykonane zostały podjazdy dla osób niepełnosprawnych.

### Boisko „Orlik 2012"
W tym samym 2010 roku rozpoczęto również budowę boiska wielofunkcyjnego współfinansowanego w ramach rządowego programu „Orlik 2012”. Całkowity koszt tej inwestycji wyniósł 1 mln 333 tys. złotych, z czego powiat wyłożył kwotę 667 tys., a pozostałą część dofinansował Urząd Marszałkowski oraz ministerstwo. Był to już trzecie tego typu kompleks na terenie miasta – pierwszy Orlik w Braniewie powstał już w 2008 przy stadionie Zatoka (notabene jako pierwszy w całym województwie), drugi w 2010 przy Szkole Podstawowej nr 3. 1 września 2011 nastąpiło otwarcie „Orlika” przy ZSB. Uroczystość otwarcia, wraz z tradycyjnym przecięciem wstęgi, połączona została z inauguracją nowego roku szkolnego.

## Dyrektorzy szkoły[14]
- Walerian Przykop (1970–1972)
- Andrzej Borowiak (1972–1978)
- Edward Imiołczyk (1978–1979)
- Jan Drozdowski (1979–1989)
- Eugenia Atkielska (1989–1990)
- Anna Jewstafiew (1990–1991)
- Piotr Danielewicz (1991–2021)[15]
- Dariusz Lis (od 2021)[16]

## Absolwenci[4]
- Jacek Bil (1995) – dr hab. nauk o bezpieczeństwie, profesor uczelni na Wydziale Bezpieczeństwa, Logistyki i Zarządzania Wojskowej Akademii Technicznej
- Szymon Kołodziej (2007) – aktor teatralny i filmowy
- Aleksandra Lisowska (2010) – lekkoatletka, specjalizująca się w biegach długich, mistrzyni Europy w biegu maratońskim z Monachium 2022

## Galeria zdjęć

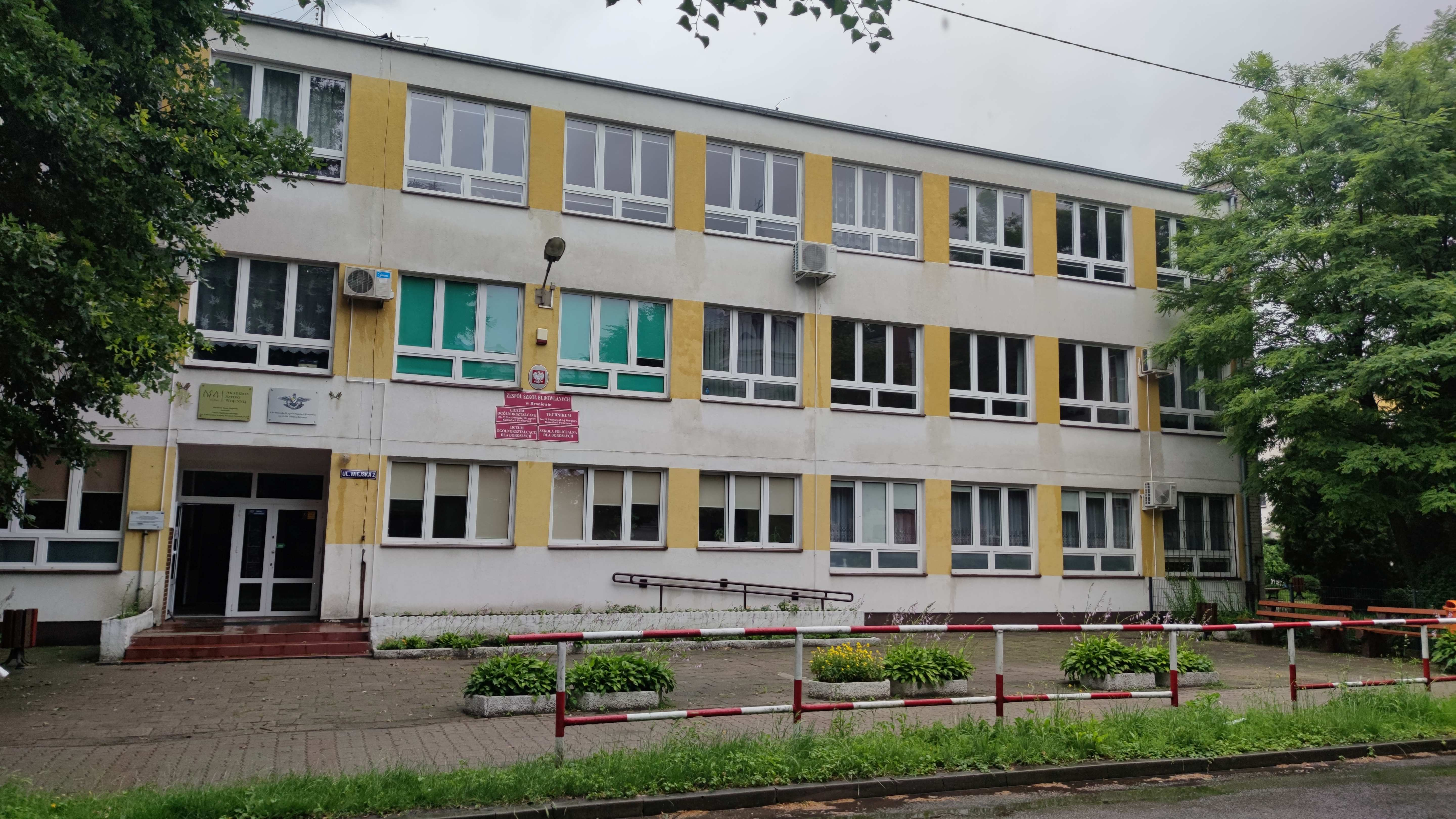
Wejście główne
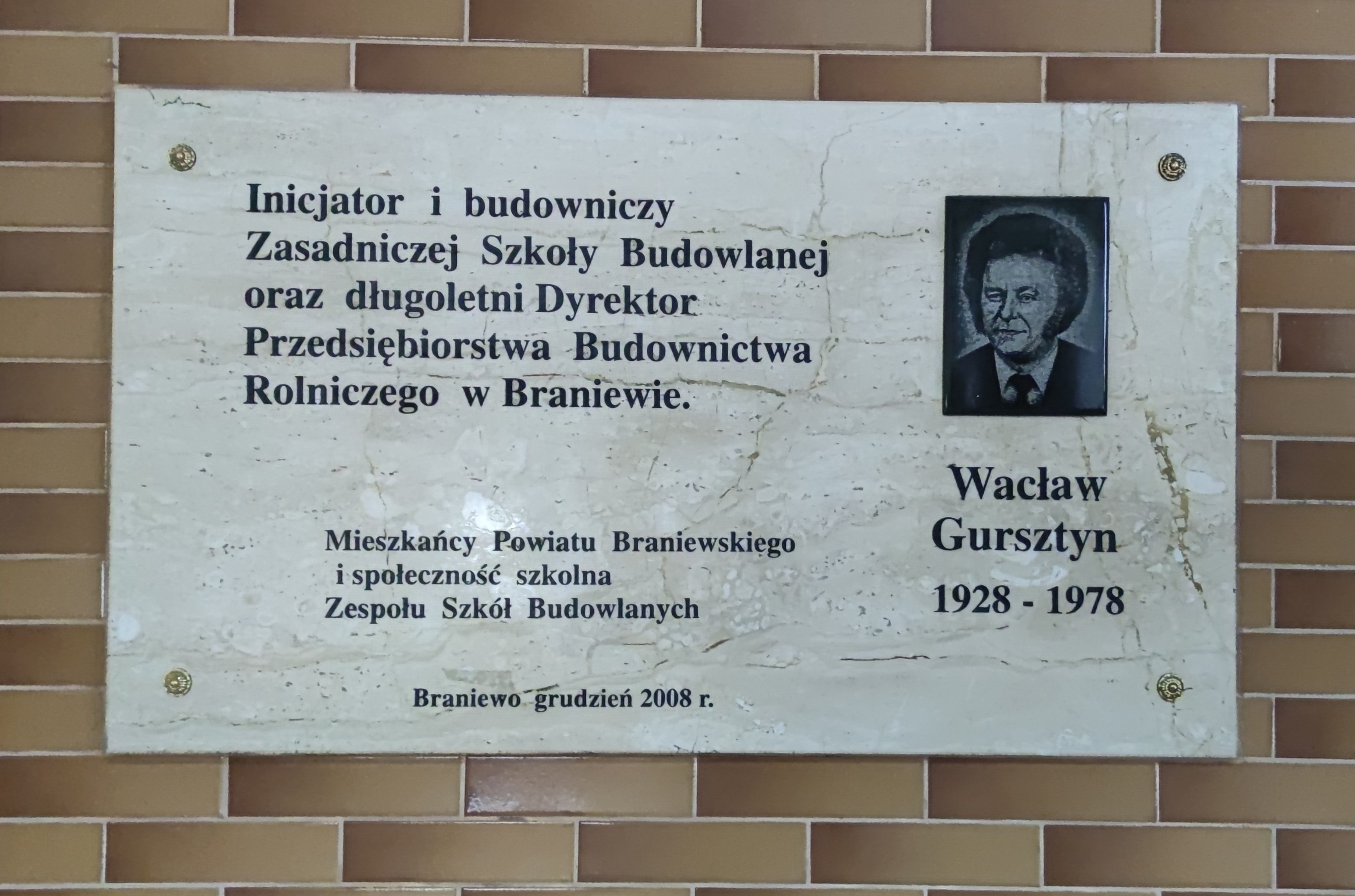
Tablica upamiętniająca założyciela szkoły
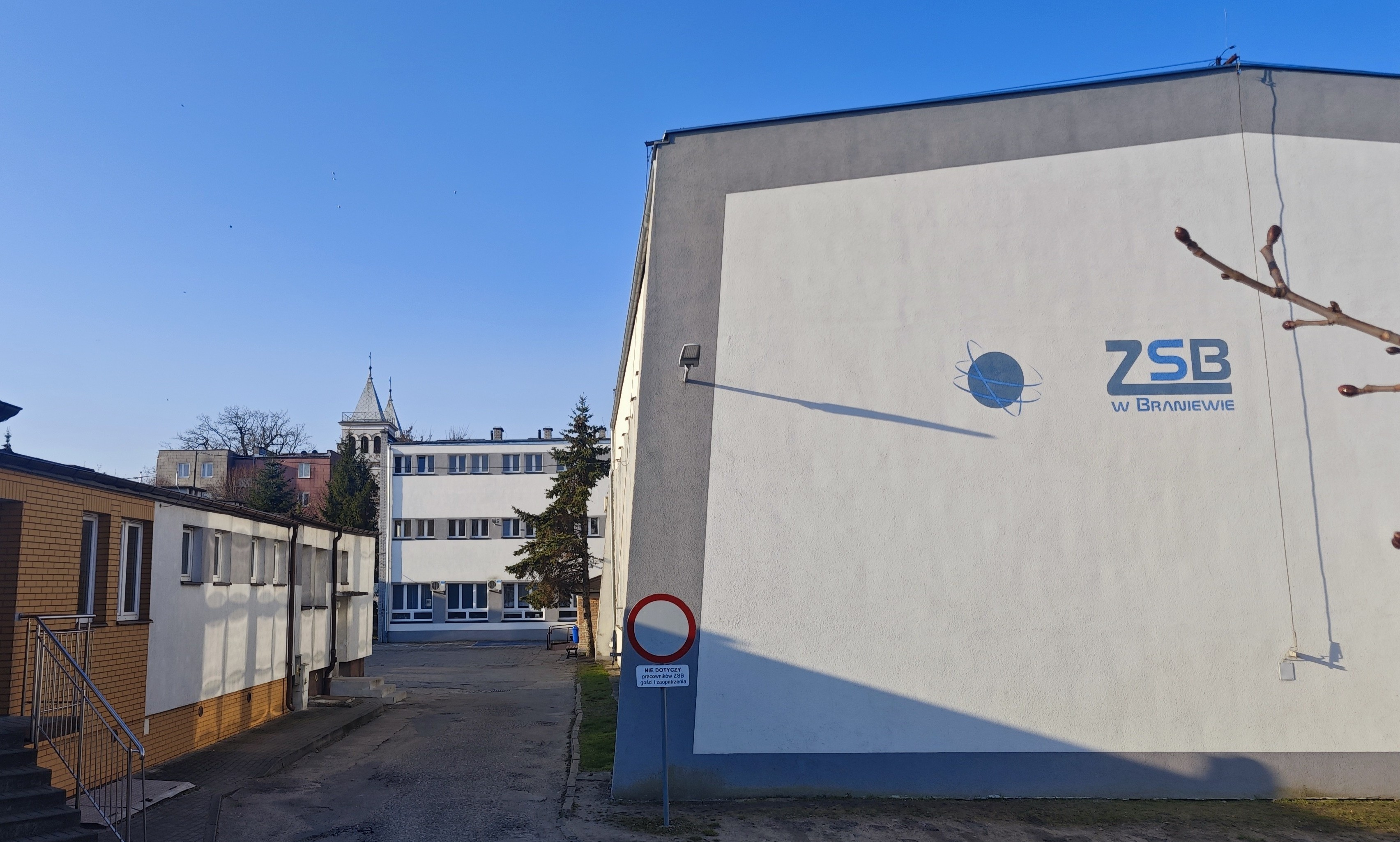
Sala gimnastyczna
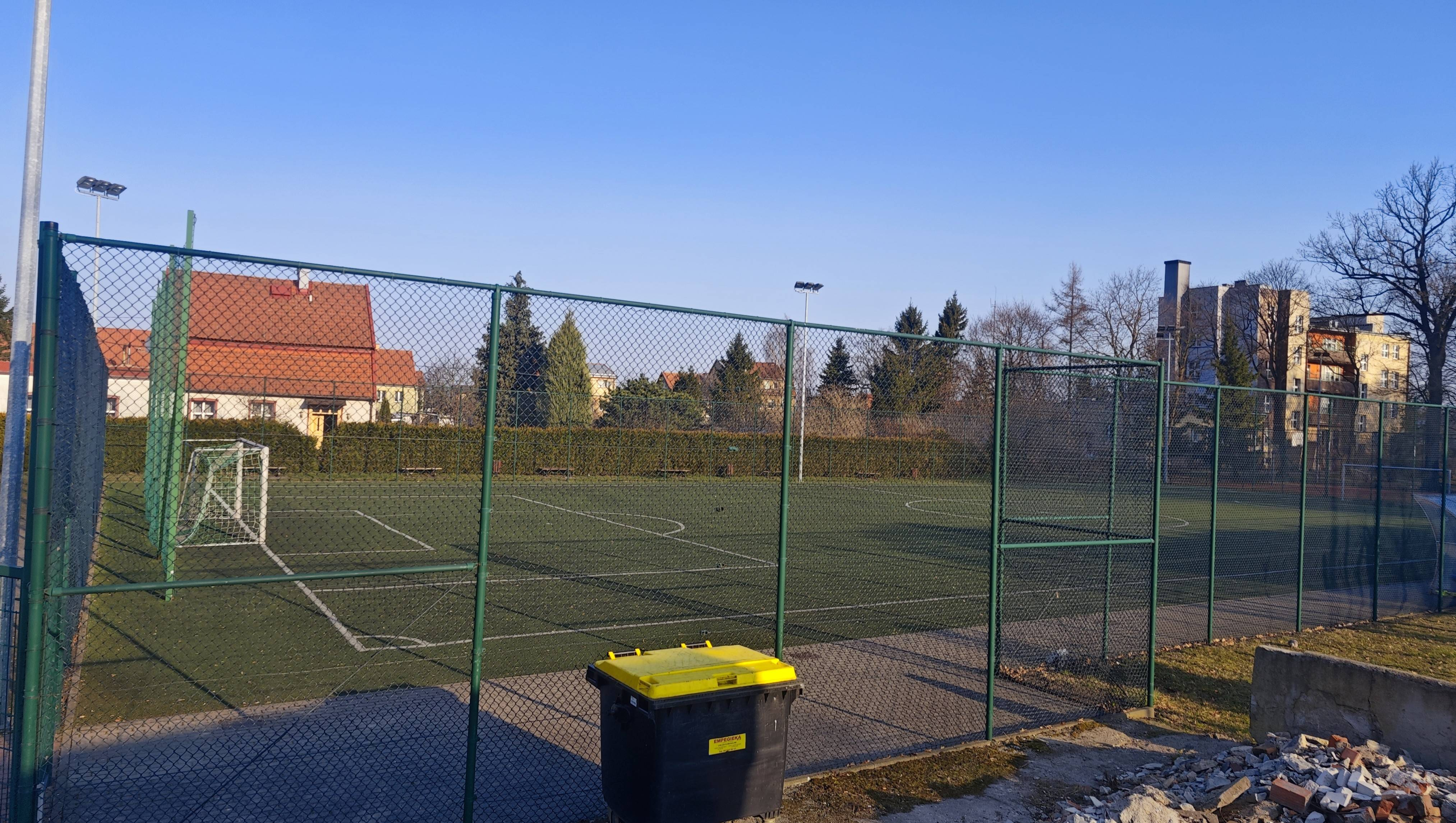
Boisko ZSB Orlik